# Loc-Eguiner

Loc-Éguiner este o comună în departamentul Finistère, Franța. În 1 ianuarie 2022 avea o populație de 378 de locuitori.